# Пшеворно (гмина)
Пшеворно (пол. Przeworno) — сельская гмина (волость) в Польше, входит как административная единица в Стшелинский повет, Нижнесилезское воеводство. Население — 5313 человек (на 2004 год).

## Демография
| Перепись                       | Всего   | Всего | Женщины | Женщины | Мужчины | Мужчины |
| ------------------------------ | ------- | ----- | ------- | ------- | ------- | ------- |
| Единицы                        | человек | %     | человек | %       | человек | %       |
| Население                      | 5313    | 100   | 2646    | 49,8    | 2667    | 50,2    |
| Плотность населения (чел./км²) | 47,5    | 47,5  | 23,6    | 23,6    | 23,8    | 23,8    |

## Сельские округа
1. Церпице
2. Доброшув
3. Дзежкова
4. Ягельница
5. Ягельно
6. Еглова
7. Карнкув
8. Конары
9. Кшивина
10. Милоцице
11. Мникув
12. Остренжна
13. Пшеворно
14. Романув
15. Рожнув
16. Самборовице
17. Самборовички
18. Сарбы
19. Стружына

## Соседние гмины
1. Гмина Гродкув
2. Гмина Каменник
3. Гмина Стшелин
4. Гмина Вёнзув
5. Гмина Зембице